# Йоганн Шварц (бурмистр)
Йоганн Шварц  (нім. Johann Schwartz, лат. Joannes Niger, д.-рус. Ганько Сварць) — міський райця, перший відомий бурмистр Львова (д.-рус. мѣстичь лвовскии старшии). Його згадують у 1368 році.
Ймовірно, при ньому збудували першу міську ратушу.